# Дравски окръг
Дравски окръг (на полски: Powiat drawski) е окръг в Западнопоморско войводство, Северозападна Полша. Заема площ от 1764,24 км2. Административен център е град Дравско Поморске.

## География
Окръгът се намира в историческия регион Померания. Разположен е в югоизточната част на войводството.

## Население
Населението на окръга възлиза на 58 826 души (2012 г.). Гъстотата е 32,6 души/км2..

## Администратовно деление
Административно окръгът е разделен на 6 общини.
Градско-селски общини:
- Община Чаплинек
- Община Дравско Поморске
- Община Калиш Поморски
- Община Злоченец

Селски общини:
- Община Островице
- Община Вежхово

## Фотогалерия
- Чаплинек
- Дравско Поморске
- Калиш Поморски
- Злоченец